# الاجرد (الملاجم)

تعديل مصدري - تعديل

الاجرد هي إحدى قرى عزلة ال غشام الملاجم بمديرية الملاجم التابعة لمحافظة البيضاء، بلغ تعداد سكانها 317 نسمة حسب تعداد اليمن لعام 2004.